# حمام ریحان‌آباد
حمام ریحان آباد مربوط به دوره قاجار است و در شهرستان گلوگاه، بخش کلباد، دهستان ریحان آباد واقع شده و این اثر در تاریخ ۹ بهمن ۱۳۸۶ با شمارهٔ ثبت ۲۰۶۹۰ به‌عنوان یکی از آثار ملی ایران به ثبت رسیده است.